# Palotás
Palotás là một thị trấn thuộc hạt Nógrád, Hungary. Thị trấn này có diện tích 17,07 km², dân số năm 2010 là 1647 người, mật độ 96 người/km².